# 吉姆·克羅斯
詹姆斯·約瑟夫·克羅斯（英語：James Joseph Croce，1943年1月10日—1973年9月20）是美國民謠搖滾歌手兼詞曲作者。在1966年至1973年之間，克羅斯發行了五張錄音室專輯和許多單曲。

## 早年
克羅斯於1943年1月10日出生，在賓夕法尼亞州南費城，給詹姆斯Albert Croce和Flora Mary（Babusci）Croce，分別來自阿布魯佐（Abruzzo）和西西里島（Sicily）的特拉薩科和巴爾索拉諾的意大利裔美國人詹姆斯·阿爾伯特·克魯斯（Pasquale Anthony Croce）的兒子，出生於1888年5月14日，在特拉薩科（阿布魯佐）和C Armella Croce於1894年6月24日出生在巴勒莫（西西里島）。Massimo Babusci的女兒Flora Mary Croce（Babusci）的女兒於1884年8月13日出生在Trasacco（阿布魯佐），Bernice Babusci（Ippolito或Ippoliti）於1888年左右出生在Balsorano（Abruzzo）
克羅斯在費城郊外的賓夕法尼亞州Upper Darby長大，然後就讀Upper Darby School。他於1960年畢業，在Malvern預科學校學習了一年，然後進入維拉諾瓦大學進修，在那裡他學習了心理學和德語。輔修了自律訓練他於1965年獲得社會學理學學士學位。克羅斯是維拉諾瓦大學歌手。

## 音樂事業
他的前兩張專輯在商業上都失敗了，未能繪製圖表或製作任何熱門單曲。在此期間，克羅斯繼續從事寫作，錄製和演唱會的工作，並從事一系列零星的工作，以支付賬單。在與詞曲作者和吉他手Maury Muehleisen建立合作夥伴關係之後，他的命運在1970年代初轉向。他的突破發生在1972年。他的第三張專輯《你不要和吉姆混在一起》製作了三張單曲，包括《瓶中的時光》，在他去世後排名第一。後續專輯《Life and Times》中包含歌曲《Bad，Bad Leroy Brown》，這是唯一一首熱門歌曲他一生中有過。

## 逝世
1973年9月20日，即他的第五張專輯的首張單曲《I Got a Name》發行的前一天，克羅斯和其他五人在一次空難中被炸死。克羅斯的受歡迎程度在他死後的整個1970年代，他的音樂繼續流行。克羅斯的妻子Ingrid Croce是他早期的歌曲創作夥伴，他去世後，她繼續寫作和錄音，而兒子A. J. 克羅斯本人在1990年代成為了歌手和詞曲作者。

## 唱片
- 《Facets》（1966年）
- 《Jim & Ingrid Croce》（1969年）
- 《You Don't Mess Around with Jim》（1972年）
- 《Life and Times》（1973年）
- 《I Got a Name》（1973年）